# Station Lobbes
Station Lobbes is een spoorwegstation langs spoorlijn 130A (Charleroi - Erquelinnes) in de abdijgemeente Lobbes. De nu opgebroken spoorlijn 109 (Bergen - Chimay) kruiste dit station. Er is een gratis fietsstalling.
Sinds 28 juni 2013 zijn de loketten van dit station gesloten en is het een stopplaats geworden. Er is nog wel een medewerker van Infrabel aanwezig voor het toezicht op het onbeveiligde stationsoverpad.

## Treindienst
| Serie       | Treinsoort               | Route                                                           | Bijzonderheden                                                                            |
| ----------- | ------------------------ | --------------------------------------------------------------- | ----------------------------------------------------------------------------------------- |
| S 63        | S-trein Charleroi (NMBS) | Charleroi-Centraal – Lobbes – Erquelinnes – Maubeuge            | Tijdens de spits extra ritten Charleroi-Centraal-Erquelinnes. Rijdt in het weekend 1×/2u. |
| P 7750/8750 | Piekuurtrein (NMBS)      | [ Erquelinnes – Lobbes – ] / [ Ottignies – ] Charleroi-Centraal | Rijdt alleen op werkdagen.                                                                |

## Reizigerstellingen
De grafiek en tabel geven het gemiddeld aantal instappende reizigers weer op een week-, zater- en zondag.

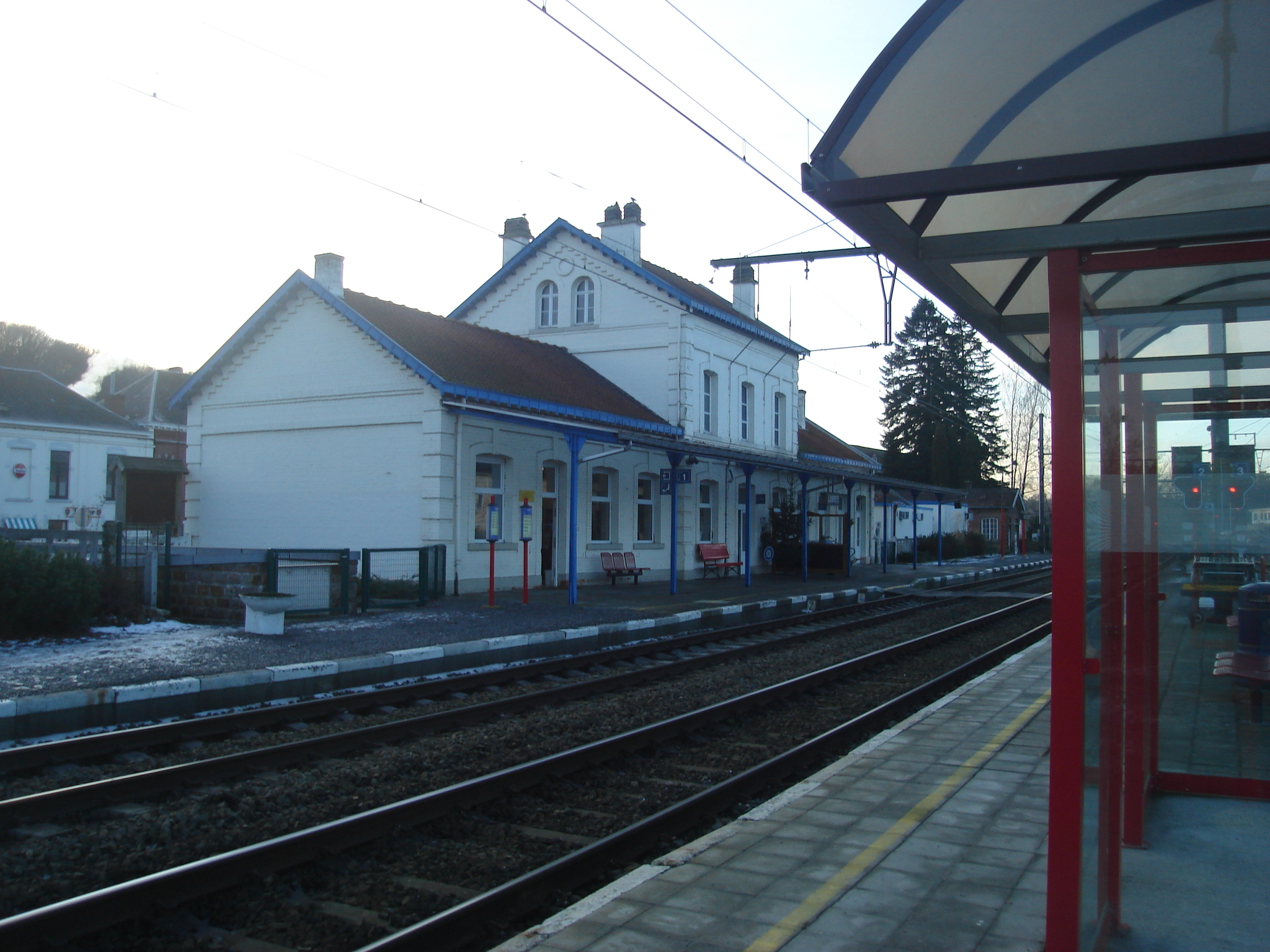

| Tabel: aantal instappende reizigers station Lobbes | Tabel: aantal instappende reizigers station Lobbes | Tabel: aantal instappende reizigers station Lobbes | Tabel: aantal instappende reizigers station Lobbes |
|                                                    | Weekdag                                            | Zaterdag                                           | Zondag                                             |
| -------------------------------------------------- | -------------------------------------------------- | -------------------------------------------------- | -------------------------------------------------- |
| 1977                                               | 339                                                | 85                                                 | 59                                                 |
| 1978                                               | 376                                                | 107                                                | 73                                                 |
| 1979                                               | 362                                                | 111                                                | 65                                                 |
| 1980                                               | 355                                                | 108                                                | 46                                                 |
| 1981                                               | 382                                                | 99                                                 | 47                                                 |
| 1982                                               | 357                                                | 100                                                | 56                                                 |
| 1983                                               | 333                                                | 88                                                 | 55                                                 |
| 1984                                               | 376                                                | 90                                                 | 69                                                 |
| 1985                                               | 374                                                | 63                                                 | 73                                                 |
| 1986                                               | 290                                                | 67                                                 | 63                                                 |
| 1987                                               | 312                                                | 74                                                 | 68                                                 |
| 1988                                               | 318                                                | 77                                                 | 51                                                 |
| 1989                                               | 337                                                | 61                                                 | 43                                                 |
| 1990                                               | 267                                                | 62                                                 | 45                                                 |
| 1991                                               | 294                                                | 65                                                 | 60                                                 |
| 1992                                               | 270                                                | 88                                                 | 55                                                 |
| 1993                                               | 257                                                | 55                                                 | 50                                                 |
| 1994                                               | 230                                                | 48                                                 | 29                                                 |
| 1995                                               | 198                                                | 48                                                 | 33                                                 |
| 1996                                               | 223                                                | 48                                                 | 37                                                 |
| 1997                                               | 236                                                | 51                                                 | 42                                                 |
| 1998                                               | 237                                                | 45                                                 | 40                                                 |
| 1999                                               | 247                                                | 37                                                 | 36                                                 |
| 2000                                               | 250                                                | 61                                                 | 47                                                 |
| 2001                                               | 250                                                | 32                                                 | 30                                                 |
| 2002                                               | 242                                                | 46                                                 | 46                                                 |
| 2003                                               | 236                                                | 42                                                 | 92                                                 |
| 2004                                               | 218                                                | 34                                                 | 87                                                 |
| 2005                                               | 235                                                | 50                                                 | 31                                                 |
| 2006                                               | 226                                                | 46                                                 | 92                                                 |
| 2007                                               | 228                                                | 50                                                 | 55                                                 |
| 2008                                               | -                                                  | -                                                  | -                                                  |
| 2009                                               | 266                                                | 34                                                 | 69                                                 |
| 2010                                               | -                                                  | -                                                  | -                                                  |
| 2011                                               | -                                                  | -                                                  | -                                                  |
| 2012                                               | 199                                                | 36                                                 | 80                                                 |
| 2013                                               | 206                                                | 41                                                 | 70                                                 |
| 2014                                               | 194                                                | 39                                                 | 74                                                 |
| 2015                                               | 206                                                | 29                                                 | 44                                                 |
| 2016                                               | 171                                                | 29                                                 | 42                                                 |
| 2017                                               | 169                                                | 52                                                 | 48                                                 |
| 2018                                               | 136                                                | 45                                                 | 53                                                 |
| 2019                                               | 126                                                | 38                                                 | 41                                                 |
| 2020                                               | 121                                                | 42                                                 | 25                                                 |
| 2021                                               | -                                                  | -                                                  | -                                                  |
| 2022                                               | 112                                                | 55                                                 | 45                                                 |
| 2023                                               | 152                                                | 44                                                 | 23                                                 |
| 2024                                               | 121                                                | 24                                                 | 25                                                 |

0,0: Cuesmes ·
1,1: Hyon-Ciply ·
7,2: Harmignies ·
10,1: Vellereille ·
12,8: Estinnes ·
16,6: Fauroeulx ·
22,0: Merbes ·
23,7: Bienne-lez-Happart ·
29,4: Lobbes ·
31,3: Thuin-Ouest ·
34,7: Biesme-sous-Thuin ·
37,5: Thuillies ·
41,6: Strée ·
46,8: Beaumont ·
51,9: Solre-Saint-Géry ·
56,3: Sivry ·
61,9: Rance ·
64,9: Froidchapelle ·
73,8: Robechies ·
78,1: Chimay
0,0: Charleroi-Centraal ·
1,0: Marcinelle ·
1,8: La Villette ·
2,5: La Sambre ·
4,1: Marchienne-Zône ·
4,5: Jambe-de-Bois ·
8,0: Landelies ·
11,6: Hourpes ·
14,9: Thuin ·
16,9: Lobbes ·
21,8: Fontaine-Valmont ·
23,7: Labuissière ·
25,7: Solre-sur-Sambre ·
27,6: Erquelinnes-Dorp ·
29,1: Erquelinnes